# Acanthodiformes
De Acanthodiformes zijn een orde van uitgestorven vissen uit het Laat-Paleozoïcum. Hun fossielenbestand begint in het Vroeg-Devoon en strekt zich uit tot het Vroeg-Perm. Daarna stierven ze uit, waarschijnlijk door de toenemende concurrentie van beenvissen.

## Kenmerken
De Acanthodiformes waren de meest succesvolle groep stekelhaaien en kunnen worden onderscheiden van de andere twee orden door de afwezigheid van de eerste rugvin, tandeloze kaken en goed ontwikkelde kieuwdozen met lange kieuwzeven en een langwerpig kieuwgebied. De achterste bovenkaak (palatoquadratum) kon ver opzij worden bewogen, waardoor de mondopening sterk werd vergroot. Deze kenmerken suggereren een vrijzwemmende levensstijl en een filtervoederdieet. Een belangrijke trend in hun evolutie was de ontwikkeling van een grotere mobiliteit in hun borstvinnen. Daarnaast zijn er verschillende verbeende elementen in de schoudergordel gemaakt. Dermale botten waren afwezig.
Bij de Acanthodiformes ontbraken extra stekels tussen de borstvinnen en buikvinnen, met uitzondering van de vorm Mesacanthus uit het Vroeg-Devoon, die een paar van dergelijke stekels bezat.

## Systematiek
De Acanthodiformes worden gerekend tot de Acanthodii, ook wel stekelhaaien genoemd. Ze zijn waarschijnlijk de zustergroep van de Ischnacanthiformes en samen met hen de zustergroep van de beenvissen (Osteichthyes), of ze moeten in de voorouderlijke groep van beenvissen worden geplaatst.

## Taxonomie
- Familie Acanthodidae
  - Acanthodes
  - Acanthodopsis
  - Traquairichthys?
  - Utahacanthus?
  - Triazeugacanthus
- Familie Cheiracanthidae
  - Cheiracanthus
  - Fallodentus
  - Ginkgolepis
  - Haplacanthus
  - Homalacanthus?
  - Markacanthus
- Familie Howittacanthidae
  - Halimacanthodes
  - Howittacanthes
- Familie Mesacanthidae
  - Lodeacanthus
  - Melanoacanthus
  - Mesacanthus
  - Promesacanthus
  - Teneracanthus
  - Triazeugacanthus?